# كلية اللغات الأجنبية (الجامعة الأردنية)
كلية اللغات الأجنبية في الجامعة الأردنية هي إحدى الكليات الإنسانية التابعة للجامعة الأردنية في عمّان، الأردن. تأسست الكلية مع تأسس الجامعة الأردنية في عام 1962، حيث كانت تحت مسمى «معهد اللغات» والذي كان من ضمن كلية الآداب، استقلت الكلية عن الآداب عام 2008 لتصبح تحت مسمى «كلية اللغات الأجنبية».
تتألف الكلية من أربعة أقسام، وهم: قسم اللغة الإنجليزية والذي يضم بذاته «قسم اللغة الإنجليزية وآدابها وقسم (الأبلايد) اللغويات»، وقسم اللغة الفرنسية وآدابها، وقسم اللغات الأوروبية
وقسم اللغات الآسيوية.

## الموقع

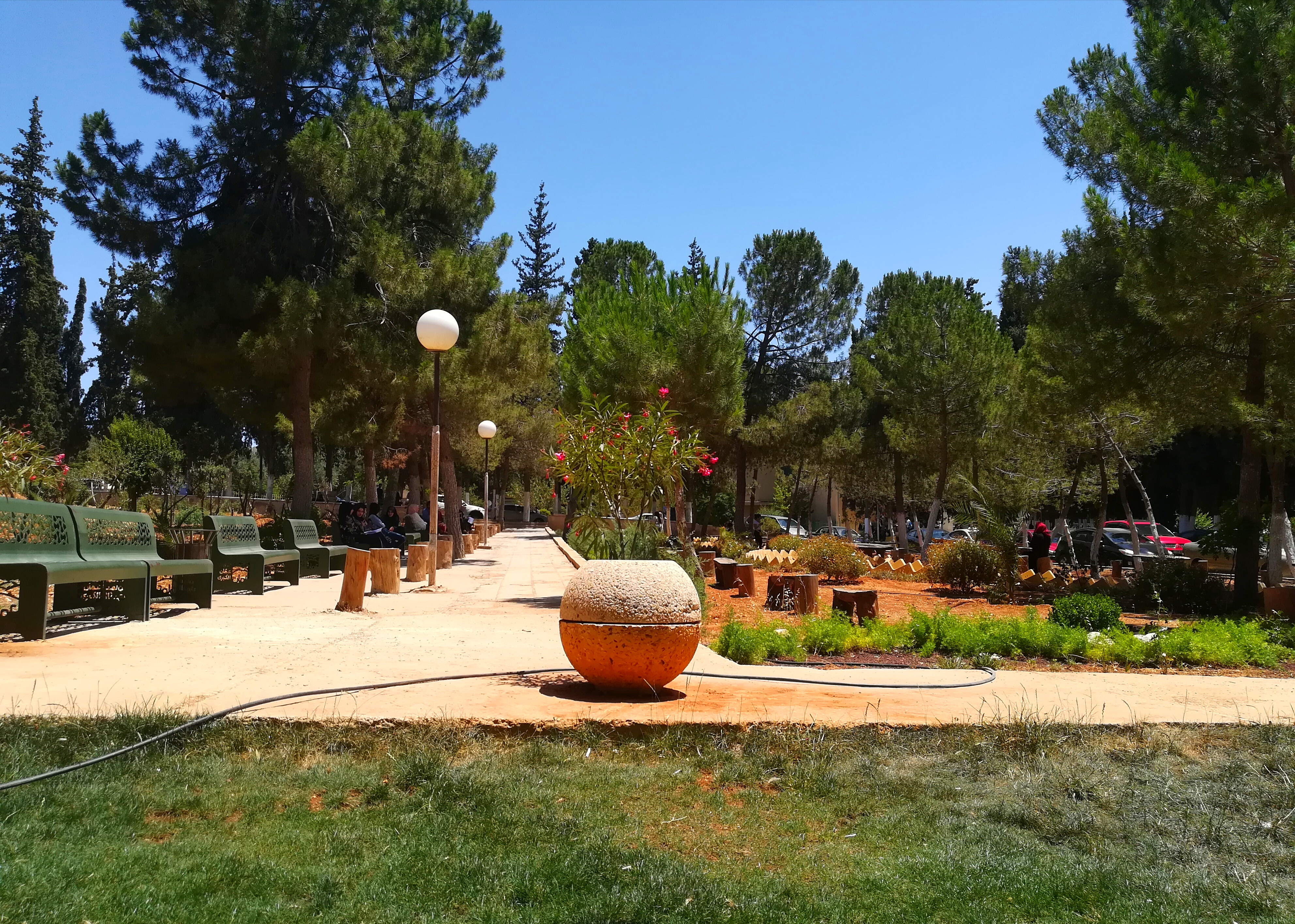
حديقة كلية اللغات الواقعة بين رئاسة الجامعة وقسم اللغويات.

تقع كلية اللغات مقابل برج الساعة من الجهة الشمالية، يحدها من الغرب رئاسة الجامعة ومن الشرق كلية الآداب ومن الشمال مركز اللغات، تحتوي الكلية على عدة مرافق كالمختبرات، وحديقة اللغات الواقعة أمام مبنى الاستشارات، والزوايا الثقافية، وقاعات الوسائط المتعددة الموجودة في كلية الآداب التابعة للغات ويقام بهم العديد من الأنشطة الثقافية.

## التاريخ

### تأسيس الكلية
تأسست كلية الآداب مع تأسيس الجامعة عام 1962، فهي كانت من أوائل الكليات في الجامعة، كان مبنى الآداب هو مبنى اللغات الحالي، نمت كلية الآداب وازدهرت مع الزمن، كانت الآداب تُدرس الأدب ولغات أجنبية وضمت جميع أقسام الأدب واللغة. في عام 2008، تم إعادة هيكلة النظام التعليمي بعدة قرارات إذ أصبح قسم اللغة العربية إلى جانب أقسام العلوم الإنسانية والاجتماعية من ضمن كلية الآداب وأصبحت كلية الآداب هي «المبنى أ» وهو مبنى الجهة الشرقية وتم وضع أقسام الآداب واللغات عدا العربية منها ضمن كلية اللغات الأجنبية وأصبحت كلية اللغات هي «المبنى ب» وهو مبنى الجهة الغربية القديم، وتم وضع اختصار لمبنى اللغات ألا وهو (FFL) أي (بالإنجليزية: Factuly of Foreign Languages)‏.

### عمداء الكلية
هذه قائمة بعمداء الكلية منذ عام 2008.
| # | اسم العميد                     | تاريخ استلام المنصب | تاريخ الانتهاء من المنصب | مدة الرئاسة       | مرجع                      |
| - | ------------------------------ | ------------------- | ------------------------ | ----------------- | ------------------------- |
| 1 | أحمد مجدوبة                    | 31 أغسطس 2008       | 28 أكتوبر 2010           | 2 سنوات و58 أيام  | [ 5 ] [ 6 ]               |
| - | رجائي الخانجي (تنازل عن منصبه) | 28 أكتوبر 2010      | 13 نوفمبر 2010           | 16 أيام           | [ 8 ] [ 9 ] [ 10 ] [ 11 ] |
| 2 | توفيق يوسف                     | 13 نوفمبر 2010      | 11 سبتمبر 2011           | 302 أيام          | [ 8 ]                     |
| 3 | رولا قواس                      | 11 سبتمبر 2011      | 2 سبتمبر 2012            | 357 أيام          | [ 12 ]                    |
| 4 | زهرة عوض                       | 2 سبتمبر 2012       | 27 أغسطس 2014            | 1 سنة و359 أيام   | [ 13 ]                    |
| 5 | حسين ياغي                      | 7 سبتمبر 2014       | 2 سبتمبر 2015            | 360 أيام          | [ 14 ]                    |
| 6 | عدنان صمادي                    | 2 سبتمبر 2015       | 22 أغسطس 2016            | 355 أيام          | [ 15 ]                    |
| 7 | محمود الشرعة                   | 1 سبتمبر 2016       | 20 سبتمبر 2018           | 2 سنوات و19 أيام  | [ 16 ]                    |
| 8 | تركي بني خالد                  | 20 سبتمبر 2018      | 17 سبتمبر 2020           | 1 سنة و363 أيام   | [ 17 ]                    |
| 9 | يوسف عوض                       | 17 سبتمبر 2020      | لغاية الآن               | 4 سنوات و185 أيام | [ 18 ]                    |

## الأقسام الأكاديمية
تضم الكلية حالياً أربعة أقسام تركز حصرياً على اللغات الأجنبية وآدابها وثقافتها وتاريخها.

### قسم اللغة الإنجليزية وآدابها
يُعد قسم اللغة الإنجليزية من اوائل الأقسام التي تم تأسيسها في الجامعة الأردنية ويضم تخصصي اللغة الإنجليزية وآدابها واللغة الإنجليزية التطبيقية. يقدم القسم أربعة برامج لمستوى الماجستير (في الأدب، واللغويات، والترجمة، والثقافة والتواصل) كما يقدم برنامجين في الدكتوراة أحدهم في الآدب والآخر في اللغويات.
برز قسم اللغة الإنجليزية وآدابها على وجه الخصوص بشكل عالمي لضمه كوكبة من الأساتذة والروائيين والكتّاب الذين سطع نجمهم في القرن الماضي وأحدثوا تغييرات في عالم الآدب والنظريات الأدبية، أهمهم: لويس مقطش، ومحمد عصفور، ومحمد شاهين، وألبرت جميل بطرس، وأحمد مجدوبة، ورولا قواس.

### قسم اللغة الفرنسية وآدابها
بدأ تدريس برنامج تخصص اللغة الفرنسية وآدابها في عام 1987، كان حينها جزءا من مركز اللغات، أصبح القسم مستقلاً تحت اسم «قسم اللغة الفرنسية وآدابها» في عام 1997 في كلية الآداب ومن ثم في عام 2008 أصبح في كلية اللغات.
يُدرس القسم حالياً تخصصي اللغة الفرنسية وآدابها واللغة الفرنسية والإنجليزية، افتُتِح برنامج اللغة الفرنسية والإنجليزية في عام 2017، كما اُطلِقَ برنامج ماجستير مؤخراً لدى القسم في الترجمة (فرنسي - عربي).

### قسم اللغات الأوروبية
تم إنشاء قسم اللغات الأوروبية مع نشأة الكلية في عام 2008، كان موجوداً في القبل من ضمن «قسم اللغات الحديثة» في مركز اللغات والذي كان هو بدوره ينقسم إلى اللغات الأوروبية واللغات الآسيوية.
يضم القسم حالياً ثلاث تخصصات للغات مزدوجة لمرحلة البكالوريوس، وهم: «الألمانية - والإنجليزية»، و«الأسبانية - والإنجليزية» و«الإيطالية - والإنجليزية»، وجميع التخصصات في قسم اللغات الأوروبية تتكون من 144 ساعة معتمدة. تأسست شعبة اللغة الألمانية في الجامعة الأردنية سنة 1988 أما شعبة اللغة الايطالية فقد تأسست سنة 1998.

### قسم اللغات الآسيوية
تأسس القسم في منتصف العام الدراسي 2007 - 2008  ويقدم أربعة تخصصات بكالوريوس للغات المزدوجة، وهم: «الكورية - والإنجليزية»، و«الصينية - والإنجليزية»، و«الروسية - والإنجليزية» و«التركية - والإنجليزية»، كما يدرس القسم مستويين (6 ساعات) للغات العبرية واليابانية كمتطلبات إختيارية لطلبة الجامعة على نحو عام ويدرس ثلاثة مستويات (9 ساعات) للغات العبرية واليابانية كمتطلبات إختيارية لطلبة الكلية على نحو خاص. جميع التخصصات لدى القسم تتكون من 144 ساعة دراسية معتمدة كما هو الحال في اللغات الأوروبية. تم استحداث برنامج اللغتين«الكورية - والإنجليزية» لمرحلة البكالوريوس في عام 2006، واللغتين «الصينية - والإنجليزية» في عام 2009، واللغتين «الروسية - والإنجليزية» في عام 2010 بدعم من السفارة الروسية في عمّان، واللغتين «التركية - والإنجليزية» في عام 2010.

## أبرز الأساتذة والخريجين

### أبرز أعضاء الهيئتين التدريسية والإدارية
- محمد عصفور.
- ألبرت جميل بطرس.
- محمد شاهين.
- رولا قواس.
- أحمد يعقوب المجدوبة.
- توفيق يوسف.

### أبرز الخريجين
تخرَّج على مدى التاريخ عدة شخصيات معروفة، ومنهم:
- رجاء أبو غزالة.
- عادل الطويسي.
- ديمة طهبوب.
- فادية الفقير.
- عزت الغزاوي.
- نادية الزعبي.

## في الفن

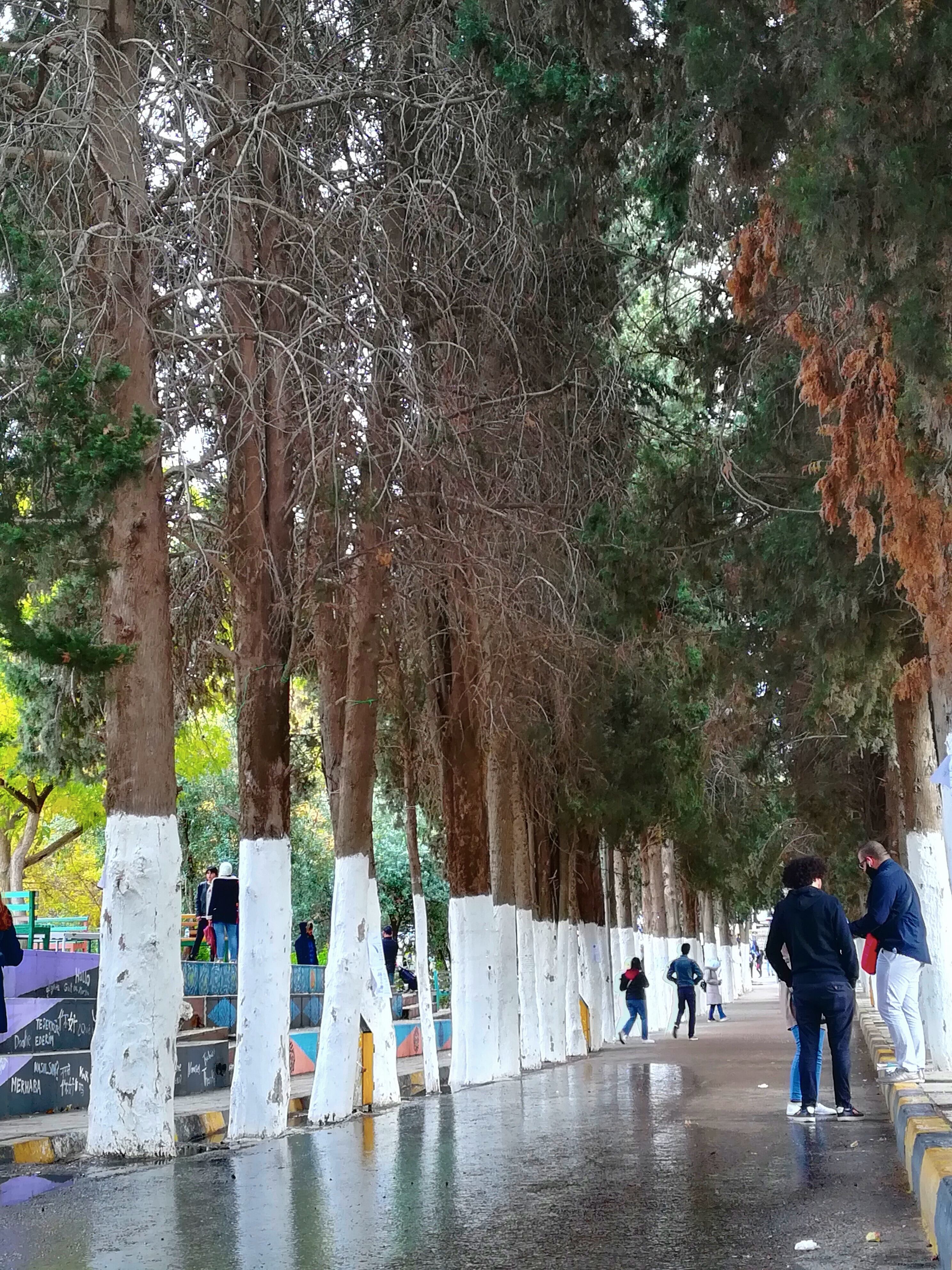
شارع اللغات.

في صيف عام 2010، تم تصوير بعض المشاهد أمام وداخل الكلية للفيلم الفرنسي حرائق (بالفرنسية: Incendies)‏.
صدر عن دار فضاءات للنشر والتوزيع في شهر آذار/مارس من عام 2011 رواية للكاتب عثمان مشاورة بعنوان «شارع اللغات السعيد»، تتكون الرواية من 196 صفحة وتدور أحداثها حول طالب تخرج من كلية الصيدلة. بعد تخرجه، يجلس مع والدته وعلى طريقة الفلاش باك، يقوم بالتكلم عن محبوبته وهي طالبة لغات ويُسلط الضوء على علاقته بالمكان على وجه التحديد، إذ يذكر في الرواية ذكرياته في أزقة اللغات ويصف جمال شارع اللغات ويتكلم عن السكوير والمقاعد وأشجار السرو الشاهقة، تم أخذ الرواية من ذكريات الكاتب. مدح الكاتب هاشم غرايبة بالرواية، وتم حفل توقيع حفل الرواية في سكوير الكلية بحضور الرئيس عادل الطويسي.

## معرض الصور

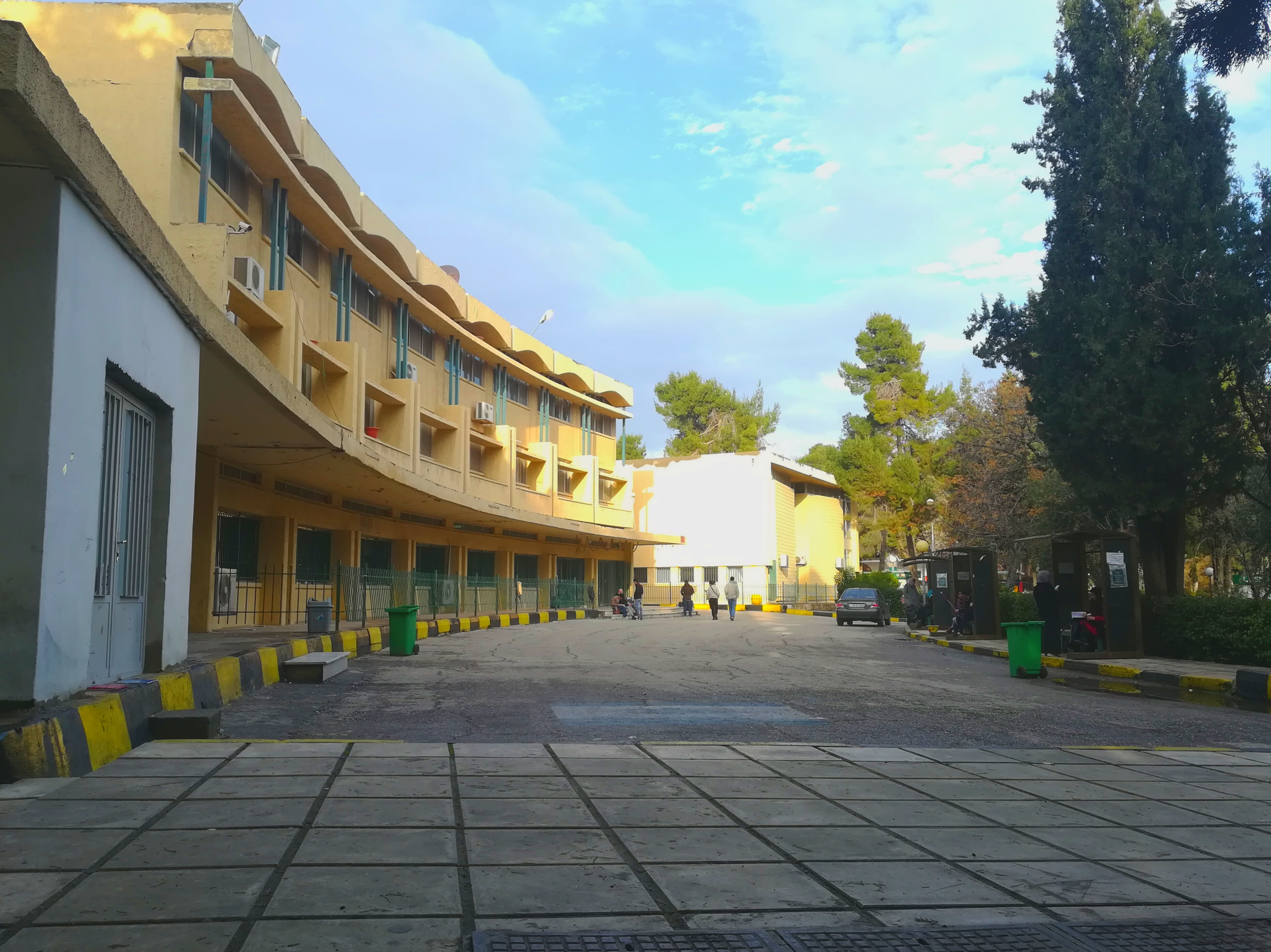
سكوير الكلية.
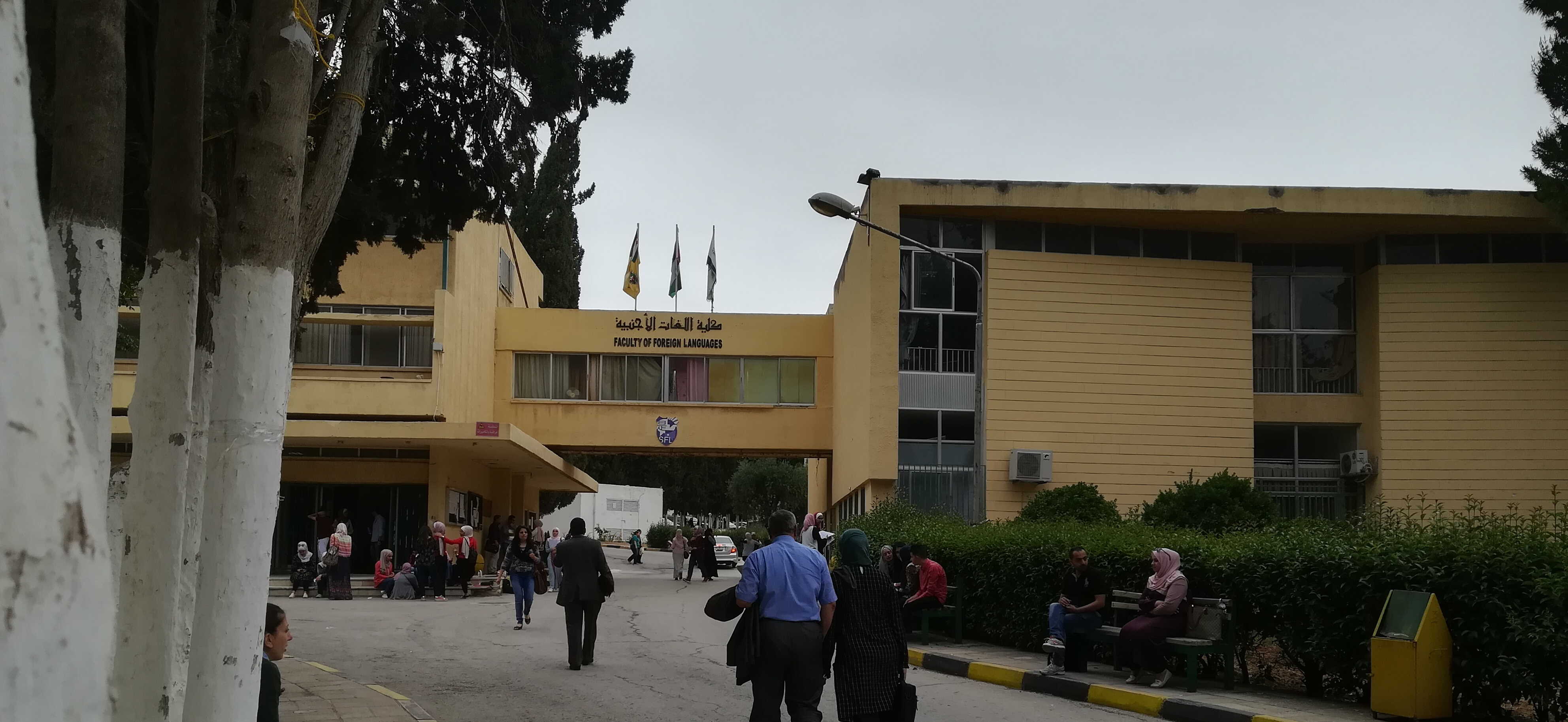
مبنى الكلية.
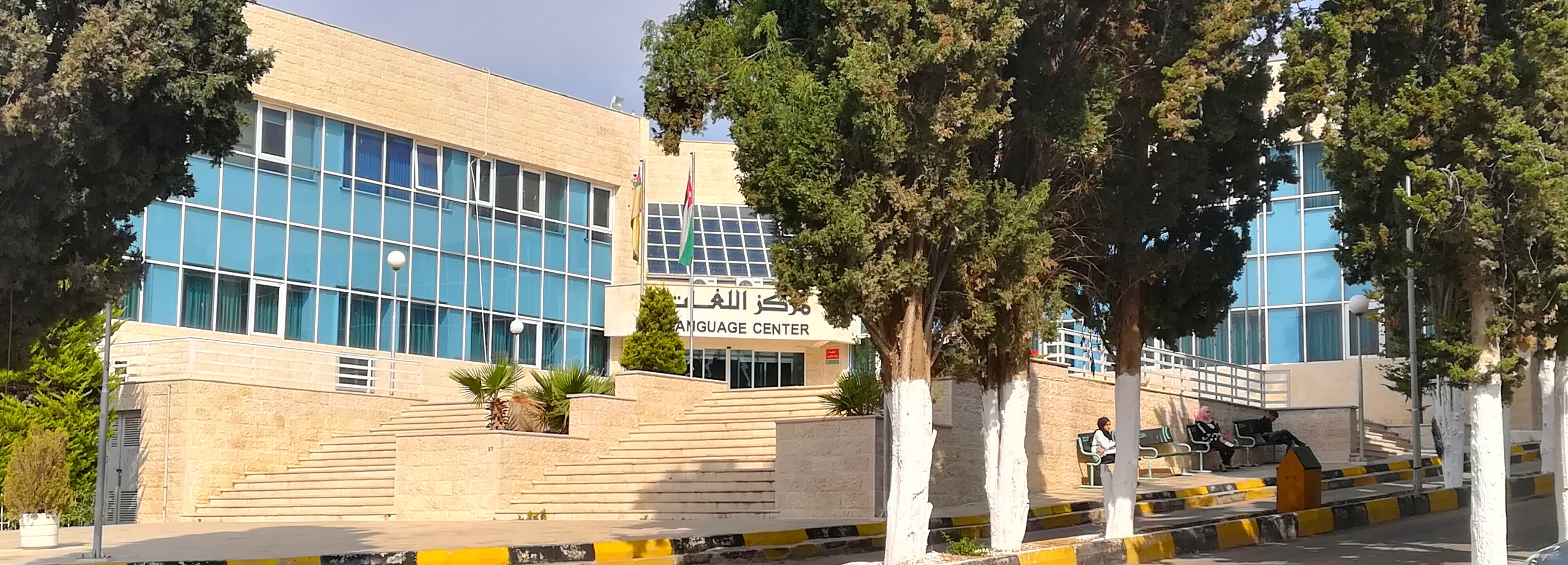
مركز اللغات مقابل الكلية.
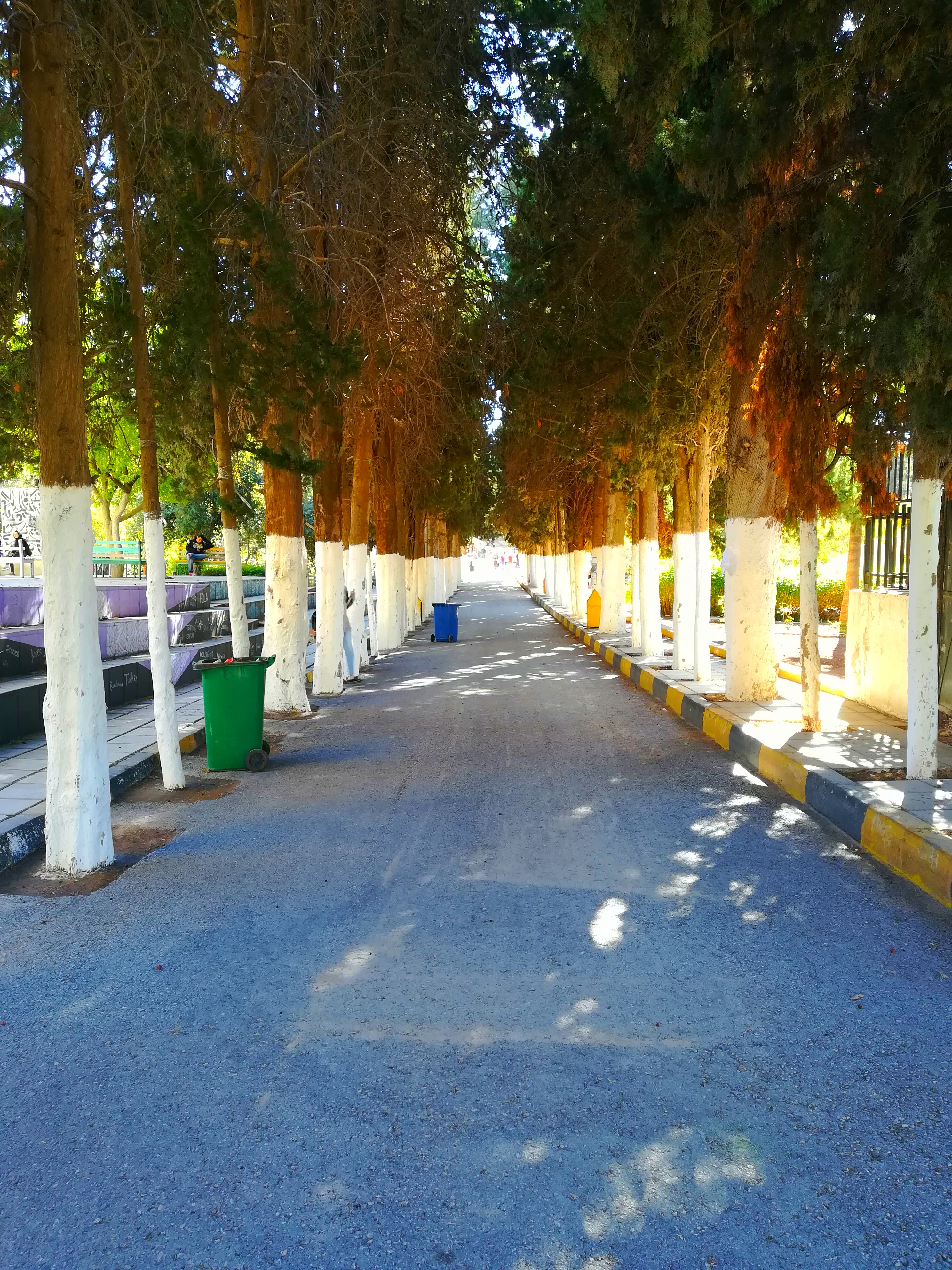
شارع اللغات.

## قراءات إضافية
- مشاورة، عثمان (2011). شارع اللغات السعيد: قصة حب في الجامعة الأردنية: رواية. عمّان، الأردن: دار فضاءات للنشر والتوزيع. ISBN:9789957302061.

## وصلات خارجية
- فيديو تعريفي باللغة الأسبانية لصالح كلية اللغات، الجامعة الأردنية. شركة بلولايت للإنتاج الفني، الدكتور محمد ريان.